# هيل بليد: سنواز سكريفايس
هيل بليد: تضحية سنوا (بالإنجليزية: Hellblade: Senua's Sacrifice)‏ هي لعبة أكشن-مغامرات والغاز-مرض الذهان_، صدورت في 8 أغسطس 2017. اللعبة متوفرة على أجهزة ويندوز وبلاي ستيشن 4. اللعبة من تطوير ومن نشر نينجا ثيوري حيث تم الإعلان عنها في معرض جيمز كوم سنة 2014. وتم تطويرها باستخدام محرك أنريل إنجن 4. تحتوي على اللغة العربية. تستند القصة على الميثولوجيا الكلتية والأساطير الإسكندنافية. تركز القصة على شخصية «سنوا» المصابة بالذهان ورحلتها عبر العالم السفلي الجهنمي.
أنشئت اللعبة من قبل فريق مكون من نحو عشرين مطورًا، بقيادة الكاتب والمخرج تميم أنطونيادس. تمزج اللعبة بين العديد من التصنيفات، متضمنةً تصنيف تقطيع وذبح وحل الألغاز والرعب النفسي. يعد التمثيل الصوتي جزءًا لا يتجزأ من اللعبة، وكذلك جمعت مشاهد اللعبة من طريق تقنية التقاط الحركة بوساطة الممثلة ميلينا يورجنز، وعروض الحركة الحية من قبل ممثلين آخرين. قصة اللعبة بمثابة استعارة لصراع الشخصية مع الذهان؛ سينوا التي تعاني من الحالة، ولكنها تعتقد أنها مصابة باللعنة، تطاردها كيان يعرف باسم الظلام، وتلاحقها أصوات في رأسها تعرف باسم الغضب، وذكريات من ماضيها. ولتمثيل الذهان بنحو صحيح، عمل المطورون بنحو وثيق مع علماء الأعصاب ومختصي الصحة العقلية والأشخاص المصابين بهذه الحالة.
نالت اللعبة نجاحًا تجاريًا، وحصلت على استقبال جيد من قبل النقاد، الذين أشادوا بها بوصفها قطعة فنية، وباختيارها غير المألوف لموضوع الذهان، وجودتها العالية، وتفردها في نهجها المتبع في التصميم، وقصتها، وشخصيتها الرئيسية. وكان عرضها العام، إلى جانب أداء يورجنز، يعد أيضًا متفوقًا في الجودة على ما توفره الألعاب المستقلة عادة، على الرغم من أن طريقة لعبها، وعناصر أخرى منها، قد تلقت بعض الانتقادات.
باعت اللعبة أكثر من مليون نسخة عبر جميع المنصات بحلول يونيو 2018. وأعلن عن تتمة بعنوان «ملحمة سينوا: شفرة الجحيم الثانية» في حفل توزيع جوائز اللعبة 2019.

## القصة
أواخر القرن الثامن، تبدأ اللعبة مع سينوا، محاربه بيكت من أوركني تصل إلى حدود هيلهيم في محاولة لإنقاذ روح حبيبها الميت، ديليون من إلالهة هيلا.وتعتقد سينوا أنها تعاني من لعنة، وتسمع «فوريز»، أصوات في رأسها يعلق علي كل التصرفاتها، وخاصة الراوي، ويتبعها أيضا الظلام، وهو كيان مظلم في قلب اللعنة. كما تحمل رأس حبيبها ديليون المقطوع لاستخدامه كسفينة لروحه، وتسترشد أيضا بذكرياتها عن قصص دروث، وهوعبد سابق للـ نورسيمن ضليعا في أساطيرهم، متوفى الآن، الذي أصبح لها صديقا ومعلما خلال المنفى فرضته على نفسها منذ ذلك الحين. وللدخول إلى هيلهيم، هزمت سينوا كل من (سرت النار العملاقة) و (روح الأوهام فالرافن)، ولكن عندما تعبر الجسر إلى هيلهيم، تتعرض لهجوم من قبل إلالهة هيلا، حيث هزمت من قبل بضربة واحدة، وتحطم سيفها. بالكاد نجات من هذا الهجوم، تتبع رؤى دروث وضوء على شكل رجل تعتقد أنه ديليون تقودها إلى شجرة كبيرة حيث تواجه أربعة تحديات مرتبطة بماضيها، تكافئ بسيف أسطوري (غرامر)، قوي بما فيه الكفاية لقتل الآلهة.
وفي الوقت نفسه، تكشف ذكريات سينوا بأنها متورطة من خلال الهلوسة، وتكشف بأن والدتها غالينا عانت من نفس اللعنة، ولكن لا يعتقد أن تكون مخيفة. ومع ذلك، بسبب معتقدات والدها وايمانه احرق غالينا وهي على قيد الحياة. شهدت سينوا هذا الحدث في سن الخامسة، مما تسبب في تدهور عقلها بشكل ملحوظ. اقتنع والدها بأن حالتها كانت لعنة، وأساء لسينوا عاطفيا وجسديا وعزلها عن بقية العالم حتى التقت بديليون. احبا بعض، وتركت سينوا والدها لتكون مع ديليون، حيث رأى أنها مختلفة ومساء فهمها بدلا من انها لعنة. ومع ذلك، بعد ان قتل الطاعون العديد من قرية ديليون، تعتقد سينوا بأنهُ خطأها وتذهب إلى المنفى. عندما عادت بعد عام وتأمل بأن الظلام تركها، وجدت الجميع قتلوا من قبل أهل الشمال الذي غزا القرية، ويتم التضحية بـ ديليون لآلهة نسر الدم. تتذكر سينوا قصص دروث، لذالك تقرر المغادرة في رحلتها لإنقاذ روح ديليون من آلهة الشمال.
في نهاية المطاف، سينوا تحارب ضد الظلام وتهزم الوحش غارمر. ثم تدرك أن الظلام هو تمثيل لإساءة والدها ومعتقداته، وتحرر نفسها من «فوريز». بعد فترة وجيزة، تواجه فصيلا من محاربي هيلا في معركة ميؤوس منها، وتقتل. وفي اللحظات الأخيرة، تتذكر ديليون يخبرها بأهمية قبول الخسارة. كما تختفي صور هيلهيم، ثم هيلا تسقط رأس ديليون إلى الهاوية، ولكن عندما تعود الكاميرا لها، سينوا تقف في مكانها، مع جسد هيلا ميتا بدلا من جسد سينوا. بعد أن قبلت أنه لم يكن من الممكن إعادة حبيبها مرة أخرى، وأنها ليست مسؤولة عن وفاته أو عن وفاة أي شخص آخر، سينوا تحرر نفسها من الظلام، وتقبل أن «فوريس» ليس لعنة، ولكن جزء من ما هي.

## أسلوب اللعب
تنقسم اللعبة إلى نوعين من اللعب: الأول يسمح لسينوا بالسير بحرية والتفاعل مع محيطها. تركز هذه الأجزاء على قصة مروية عبر التعليق الصوتي، إذ تسافر سينوا من مكان إلى آخر، أو تحل لغزًا أو تحديًا من نوع ما للتقدم أكثر. يمكنها استخدام قدرة تعرف باسم التركيز، في إشارة إلى ميلها لرؤية الأشياء بنحو مختلف عن الآخرين بسبب إصابتها بالذهان، وذلك لتحريك الأحداث المتعلقة بالألغاز. إذا استخدمت تركيزها على الرموز المخبأة طوال اللعبة، فإنها تستعرض ذكرى عبر التعليق الصوتي لصديقها دروث، إذ يخبرها بقصص النروجين. يؤدي تنشيط الأربعة والأربعين منهم إلى تشغيل مشهد إضافي قبل وقت قصير من ذروة اللعبة، يتناول المشهد الإضافي خلفية دروث الدرامية. تتميز العديد من المناطق بميكانيكا أو تجارب حصرية خاصة بها، مثل الوصول إلى منطقة آمنة في الوقت المناسب قبل وفاة سينوا، أو استخدام قدرة التركيز على تعديل بنية محيطها.
إضافةً إلى ذلك، تتميز اللعبة بمعارك ضد تمثيلات مشوهة نروجيين الذين يحاولون منع سينوا من التقدم، متضمنةً الرؤساء الأساسيين. خلال تلك المعارك، تقوم سينوا بسحب سيفها، وتهاجم أحد أعدائها، الذي تركز عليه الكاميرا تلقائيًا؛ ويمكن للاعب أن يستخدم نوعين من الهجمات، سريعة أو ثقيلة، وكذلك ركلة عدو لكسر وضعية الدفاع عنده، والتدحرج، والصد. يمكنها أيضا توجيهها نحو الخصم الذي تركز عليه، إما للاقتراب أو مهاجمته أو ركله مباشرة. إذا كنت تتجنب أو تصد الهجمات بما فيه الكفاية، فبذلك تزيد من قدرتها على التركيز واستخدامها في المعركة للتحرك أسرع من أعدائها أو تبديد الظلال بعضِها، التي تجعلها منيعة لهجمات سينوا. فور حصولها على جرامر، يمكن لسينوا أن تشحن هجماتها الثقيلة مقابل أضرار إضافية وتتقاتل بنحو أكثر كفاءة، وكلاهما يمكن أن يسمح لها باستخدام قدرتها على التركيز. إذا تعرضت سينوا لضربة قوية، أو عدة ضربات متتالية، فإنها تسقط على الأرض، ويجب على اللاعب الضغط على الزر المقابل بنحو متكرر في أسرع وقت ممكن قبل أن يوجه لها العدو ضربة قاتلة، وإذا لم تنهض في الوقت المناسب، تموت الشخصية. وكلما اقتربت من الموت، كلما كان من الصعب عليها العودة. يمكن أن تموت أيضًا من ضربة منتظمة، إذا كانت بالفعل قريبة جدًا من الموت.

## وصلات خارجية
- هيل بليد: سنواز سكريفايس على موقع IMDb (الإنجليزية)

- الموقع الرسمي